# Кугелис
Ку́гелис (лит. kugelis, также bulvių plokštainis — «картофельный пирог») — литовское национальное блюдо, разновидность запеканки. Основные ингредиенты: картофель, сало, молоко, лук и яйца. В качестве приправы используют чёрный перец, лавровый лист или майоран. Как правило, кугелис едят с яблочным соусом, брусничным вареньем, сметаной, беконом или свининой. 
В белорусской кухне известна под названием Бабка (картофельная бабка). Подобные кугелису блюда есть в немецкой и еврейской (кугел) кухнях.